# Friaucourt
Friaucourt è un comune francese di 688 abitanti situato nel dipartimento della Somme nella regione dell'Alta Francia.

## Storia

### Simboli
Nel 2018 l'amministrazione comunale ha ripreso come proprio stemma il sigillo di Jean de Friaucourt, signore di Friaucourt, presente su un documento del 1257. Sono stati scelti gli smalti argento e nero anche se quelli originali rimangono sconosciuti. La famiglia De Friaucourt (o De Frieucourt), che dominò sulla località fino al 1516, portava anche altri stemmi tra cui quello adottato dal comune di Bouvaincourt-sur-Bresle.

## Società

### Evoluzione demografica
Abitanti censiti